# Kobylanka (województwo świętokrzyskie)
Kobylanka – osada leśna w Polsce położona w województwie świętokrzyskim, w powiecie koneckim, w gminie Stąporków.
W latach 1975–1998 miejscowość administracyjnie należała do województwa kieleckiego.